# Maniago
Maniago es una localidad y comune italiana de la provincia de Pordenone, región de Friuli-Venecia Julia, con 11.926 habitantes.
Famoso por las cuchillerías artesanales que ya en Edad Media eran conocidas en toda Europa. En 1998 abrió el museo Del Arte fabril y de los cuchillos (Dell'Arte fabbrile e delle coltellerie). El museo cuenta con vídeos y fotografías, además de los ejemplos de cuchillos que permiten al visitante de entender en forma didáctica cómo antes del siglo XX los artesanos hacían dichas obras de arte.

## Geografía
La ciudad de Maniago surge a 283 m del nivel del mar. El municipio a su vez está subdividido en cuatro fracciones:
- Campagna (se lee campaña) a sur, toma ese nombre porque siempre fue una fracción agrícola.
- Dándolo a sur, Toma en nombre del noble Veneciano "Mattia Dándolo" que en el 1649 compró esa parte de campaña.
- Fratta a este, particularmente activa en verano por la celebración de Nuestra Señora del Carmen.
- Maniago Libero

Maniago está rodeado por dos torrentes de montaña:
- Cellina
- Colvera

## Historia
El origen del nombre Maniago viene del latín "Maniacus", mencionado por la primera vez en un documento escrito por el Emperador romano Otón II. Pero el origen de la ciudad es de época pre-romana, como demuestran los restos de piedras de edad neolítica que se pueden observar
en las grutas del Monte San Lorenzo.

## Evolución demográfica
| Gráfica de evolución demográfica de Maniago entre 1861 y 2001 |
|                                                               |
| Fuente ISTAT - elaboración gráfica de Wikipedia               |